# Eristalis javana
Eristalis javana är en tvåvingeart som beskrevs av Macquart 1842. Eristalis javana ingår i släktet slamflugor, och familjen blomflugor. Inga underarter finns listade i Catalogue of Life.